# Синода, Марико
Марико Синода (яп. 篠田麻里子 Синода Марико, род. 11 марта 1986 года в Маэбару, префектура Фукуока, Япония) — японский идол, певица и актриса, бывшая участница японской поп-группы AKB48, в которой она была капитаном команды A.

## Биография
Вошла в состав AKB48 в январе 2006 года. В то время как большинство членов группы были отобраны на прослушиваниях, Марико Синода пока что единственное исключение. Марико работала в кафе на том же этаже, где находится театр AKB48. Она намеревалась принять участие в прослушивании, но должна была работать в этот день и не смогла пойти. Марико упомянула эту историю нескольким посетителям кафе и была удивлена, когда сотни людей написали Ясуси Акимото, прося его позволить ей прослушаться. Акимото принял её в группу.
25 октября 2006 года дебютировала на мэйджоре в составе AKB48 с синглом «Aitakatta».
В июне 2009 года состоялась презентация участия Марики Синоды в рекламной кампании Интернет-провайдера So-net.
В июне 2010 года заняла 3 место в отборе для участия в 17-м сингле («Heavy Rotation»), набрав 23139 голосов.
В состоявшемся в июне-июле 2009 года отборе участниц 13-го сингла заняла 3-е место.
В январе 2011 года Марико Синода появится в дораме «Taisetsu na Koto wa Subete Kimi ga Oshiete Kureta» на Fuji TV. Это будет её первая роль в сериале в этой телевизионной сети.
22 января 2011 года состоится дебют Марики Синоды в кино. Она играет одну из главных ролей в фильме «Inu to Anata no Monogatari: Inu no Eiga», сиквела к фильму «Inu no Eiga» 2005 года.
В июне 2013 года на оглашении результатов генеральных выборов AKB48 в Будокане, когда Марико вышла на сцену получать награду за пятое место, она заявила, что выпускается (уходит) из группы. Её выпускной состоится в июле.

## Дискография
AKB48
Senbatsu
- Skirt, Hirari
- Aitakatta
- Seifuku ga Jama wo Suru
- Keibetsu Shiteita Aijou
- BINGO!
- Boku no Taiyou
- Romance, Irane
- Sakura no Hanabiratachi 2008
- Baby! Baby! Baby!
- Oogoe Diamond
- 10nen Zakura
- Namida Surprise!
- Iiwake Maybe
- RIVER
- Ponytail to Chouchou